# SAMIL 20
SAMIL 20 – pierwsza ciężarówka z serii SAMIL (South African MILitary), jest ulepszoną ciężarówką Magirus Deutz 130M7FAL 4x4 2-ton. Pierwszy SAMIL 20 Mark I model miał silnik chłodzony powietrzem, lecz późniejszy SAMIL 20 Mark II był wyposażony w lekki wytwarzany w  Południowej Afryce chłodzony wodą silnik Atlantis Diesel Engine (ADE) z powodu restrykcji na kraj i konieczności używania produktów rodzimych. Późniejsza wersja miała także lekko zmieniony napęd.
Bulldog, transporter opancerzony jest zmodyfikowanym SAMIL 20.